# Saint-Louis (Senegal)
Saint-Louis [sɛ̃ˈlwi] (Wolof: Ndar) ist eine Stadt an der nordwestlichen Küste Senegals an der Mündung des Flusses Senegal. Sie ist die Hauptstadt der gleichnamigen senegalesischen Region und hat über 250.000 Einwohner.
Die Stadt grenzt an Mauretanien und gilt als kulturelles Zentrum des Senegals, die Bevölkerung lebt hauptsächlich von Fischerei und Landwirtschaft.

## Geographische Lage

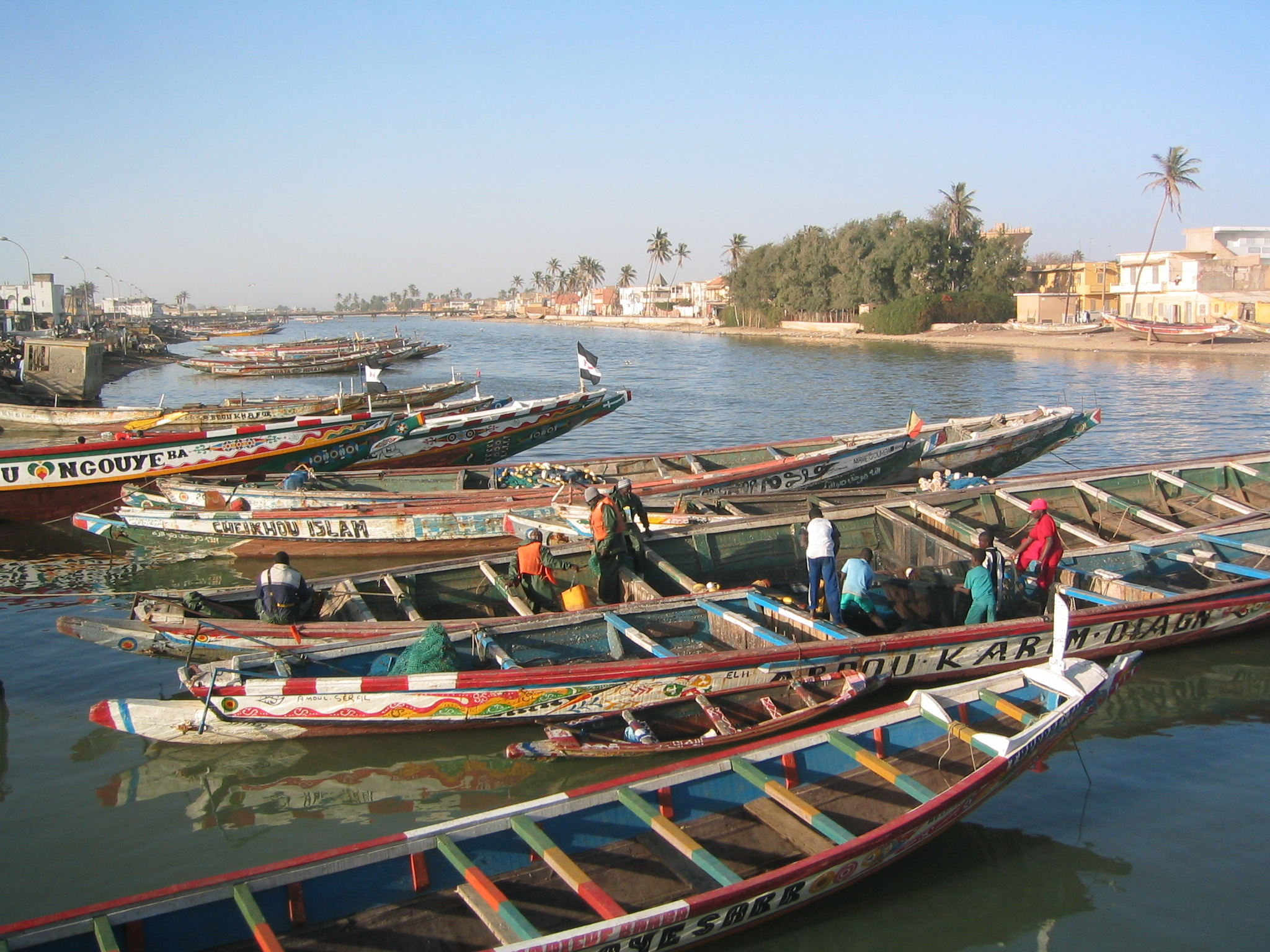
Pirogen im Senegal

Aufgrund ihrer Insellage gilt die Stadt Saint Louis als das Venedig Afrikas und ihr Historischer Stadtkern zählt seit dem Jahr 2000 zum UNESCO-Weltkulturerbe.
Historischer Stadtkern ist die 0,70 km² große längliche Insel Île de Saint-Louis im Mündungsgebiet des Senegal-Stroms. Die Place de Faidherbe, um den sich die Rognard-Kaserne und die arkadengesäumte „Gouvernance“ gruppieren, teilt die Insel in einen Nord- und einen Südteil. Im Süden siedelten sich die Europäer zuerst an, dort befindet sich auch die 1828 als erste Kirche Westafrikas eingeweihte Kathedrale. 
Der 515 Meter lange Pont Faidherbe verbindet die Altstadtinsel über den Senegal-Hauptarm mit der 11,20  km² großen und dicht bebauten Île de Sor, die vom Festland durch einen schmalen Flussarm und eine breite, dem Gezeitenwechsel unterworfene amphibische Uferzone getrennt ist. Die auf dieser Insel lebenden Menschen machen den Hauptteil der Stadtbevölkerung aus. Zwei Damm-Brücken-Kombinationen verbinden die Île de Sor nach Nordosten und Südwesten mit dem Festland.
Von der Altstadtinsel führen Brücken über einen anderen Flussarm nach Westen auf die von Küstendünen und der Meeresströmung gebildete nur 300 Meter breite Landzunge, die den Fluss an der Vereinigung mit dem Meer hindert, und deren Südende zum Nationalpark Langue de Barbarie gehört. Hier liegt das dicht besiedelte Stadtviertel Guet N’Dar mit Fischmarkt. Nach Süden schließt sich ein maurischer Friedhof an und das Viertel um die historische Hydrobase Saint-Louis der ersten Postflieger sowie der Fischereihafen. 
Von den Inseln hat sich die städtische Bebauung auch nach Nordosten auf das Festland ausgebreitet. Hier liegen der Flughafen Saint-Louis und der Campus der Université Gaston Berger. Außerhalb der Stadt, 45 Kilometer entfernt im Nordosten, befinden sich Vogelschutzgebiete wie der 16.000 Hektar große Nationalpark Djoudj mit Tausenden Brutplätzen von Kormoranen und Flamingos – 360 Zugvögelarten können von Oktober bis Mai beobachtet werden.
Die nördliche Grenze des Stadtgebietes ist zugleich Teil der Grenze zwischen Mauretanien und Senegal.

## Geschichte

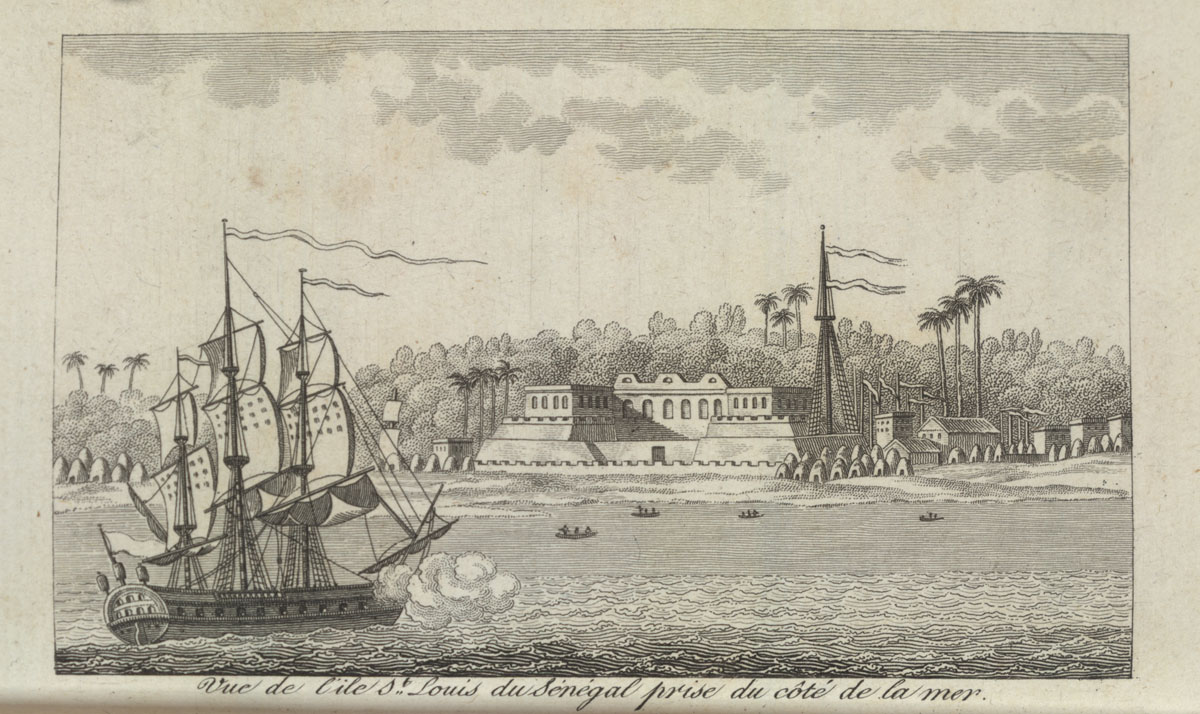
Historische Ansicht von St. Louis 1780

Gegründet wurde die Stadt 1659 als erste französische Siedlung in Afrika. Im 19. Jahrhundert wurde sie von Franzosen, Métis und muslimischen Händlern bewohnt. Die muslimischen Familien reichten 1843 eine Petition ein, in der sie die Schaffung eines islamischen Gerichtshofs forderten. Die Forderung wurde 1857 erfüllt, als Louis Faidherbe ein Dekret zur Schaffung eines solchen Gerichtshofs herausgab. Im Jahr 1872 waren Saint-Louis und Gorée die ersten beiden der Quatre Communes, die nach französischem Recht den Status von vollwertigen Gemeinden (communes de plein exercice) erlangten.
Unter den muslimischen Händlerfamilien von Saint-Louis, die zwischen 1850 und 1880 zu beträchtlichem Wohlstand gelangten, ragte die Familie Seck hervor. Dudu Seck (1826–1880), besser bekannt unter dem Namen Bu El Mogdad, der eine islamische Ausbildung in einer Schule von Trarza erhalten hatte, trat in den frühen 1850er Jahren in französische Dienste. Er half den Franzosen beim Aufbau von Beziehungen mit den maurischen Herrschern der Region und ermöglichte ihnen, eine „puissance musulmane“ zu werden, d. h. eine Macht, die auch von den einheimischen Muslimen akzeptiert wurde. 1860 unternahm er mit französischer Unterstützung eine Wallfahrt nach Mekka, um der Propaganda von ʿUmar Tall entgegenzuwirken. El Mogdads Sohn Dudu (1867–1943) leistete den Franzosen ähnliche Dienste und brachte 1902 zum ersten Mal den Marabout Sidiyya Baba nach Saint-Louis, der die französische koloniale Ordnung in Mauretanien mitgestaltete.
Wie aus den Beschreibungen des Offiziers und Islamwissenschaftlers Alfred Le Châtelier (1855–1929) hervorgeht, war Saint-Louis bereits um 1888/89 stark islamisch geprägt. Bis 1902 blieb die Stadt Hauptstadt von Französisch-Westafrika, dann wurde sie in dieser Funktion von Dakar abgelöst. Mit der École normale William Ponty befand sich von 1903 bis 1912 eine der bedeutendsten Schulen Französisch-Westafrikas in Saint-Louis. Das immer noch bestehende Lycée Cheikh Omar Foutiyou Tall in der Stadt geht auf eine bereits 1884 gegründete Schule zurück. Von der Hydrobase unweit des Fischmarktes startete 1930 Jean Mermoz, ein französischer Postflieger, zum ersten Flug von Afrika nach Südamerika.
Saint-Louis ist Sitz des 1966 geschaffenen Bistums Saint-Louis du Sénégal.

## Bildung
- Seit 1923 gibt es an der Nordspitze der Île de Saint-Louis im Camp Militaire "El Hadj Omar" die Militärschule Prytanée militaire de Saint-Louis.[12]
- In einem Außenbezirk von Saint-Louis, etwa neun Kilometer nordöstlich der Innenstadt liegt die im Jahr 1990 gegründete Université Gaston Berger.

## Veranstaltungen
Jährlich findet in der Stadt im Mai ein internationales Jazz-Festival statt.

## Persönlichkeiten
- David Boilat (1814–1901), senegalesisch-französischer römisch-katholischer Geistlicher, Gelehrter und Schriftsteller
- Lamine Guèye (1891–1968), Jurist, Bürgermeister von Saint-Louis, erster Präsident der Nationalversammlung
- Battling Siki (1897–1925), französisch-senegalesischer Boxer und erster Box-Weltmeister aus Afrika
- Amadou Cissé Dia (1915–2002), Minister und langjähriger Präsident der Nationalversammlung
- Jacques Diouf (1938–2019), Agrarwissenschaftler und Diplomat
- Mamadou Sarr (1938–2022), Leichtathlet
- Louis Sankalé (* 1946), römisch-katholischer Geistlicher und Bischof
- Amadou Sow (1951–2015), Maler und Grafiker
- Diana Mordasini, Schriftstellerin und Journalistin
- Fatou N’Diaye (* 1980), Schauspielerin
- Pape Samba Ba (* 1982), Fußballspieler
- Papa Waigo N’Diaye (* 1984), Fußballspieler
- Ndèye Fatou Soumah (* 1986), Sprinterin
- Abdoulaye Ba (* 1991), Fußballspieler
- Famara Diedhiou (* 1992), Fußballspieler
- Pape Ibnou Ba (* 1993), mauretanisch-senegalesischer Fußballspieler
- Ismaïla Sarr (* 1998), Fußballspieler
- Pape Ndiaga Yade (* 2000), Fußballspieler
- Papa Amadou Diallo (* 2004), Fußballspieler

## Städtepartnerschaften
- Fortaleza, Brasilien
- Lille, Frankreich, seit 1978
- Fès, Marokko, seit 1979
- Liège, Belgien, seit 1980
- Bologna, Italien, seit 1991
- Saint Louis, USA, seit 1994

## Sonstiges
Saint-Louis war das Ziel der französischen Fregatte Méduse, die 1816 infolge von Navigationsfehlern auf der Arguin-Sandbank weit vor der mauretanischen Küste Schiffbruch erlitt. Bei der schlecht durchgeführten Evakuierung starben weit über 100 der auf einem Floß ausgesetzten Passagiere und Besatzungsmitglieder, was Aufsehen in ganz Europa erregte und unter anderem Théodore Géricault zu seinem Gemälde Das Floß der Medusa anregte.